# Danish American Prospecting Co
Danish American Prospecting Company (forkortet DAPCo) var et aktieselskab, der blev stiftet i 1936 af den amerikanske ingeniør Frederick Franklin Ravlin, idet Statsministeriet i 1935 havde givet ham et to-årigt monopol på at lede efter råstoffer i Danmarks undergrund med henblik på kommerciel indvinding. Ravlin fik samtidig lovning på en 50-årig eneretsbevilling til indvinding, hvis han inden for de første to år fandt enten råolie, kul eller stensalt.

## Saltfundet i Harte 1936
Den 27. juli 1935 gik Ravlin i gang ved Harte nær Kolding med henblik på at finde olie. Man borede dog i første omgang efter stensalt. Erfaringerne sagde nemlig, at eventuel olie ville samle sig langs revner og især langs siderne (randzonerne), der grænsede op til saltdiapirerne eller i omkringliggende sandlag. Det var direktøren for Danmark Geologiske Undersøgelser, Victor Madsen, som havde udpeget området ved Harte, og han havde satset både faglig og personlig prestige på, at der virkelig var salt — og dermed sandsynligvis også olie — i undergrunden. I området omkring Harte havde der fra gammel tid været udvundet salt og nyere seismiske målinger tydede også på, at der kunne være store jordnære saltforekomster i dette område. Det første års tid gik primært med at lave prøveboringer, og de første dybdeboringer kom først i gang i juni 1936.
Den 13. november 1936 blev der under overværelse af direktør for Danmark Geologiske Undersøgelser, Victor Madsen, hans assistent Arne Noe-Nygaard, Ravlins højre hånd Karl Østman og Ravlin selv fremdraget et 17 centimeter langt stykke stensalt fra borekernen. Med udgangspunkt i dette fund blev Ravlin i 1938 tildelt en 10-årig koncession med eneret til hele den danske undergrund.

## Gulf Oil tager over
Den 22. august 1938 solgte Ravlin DAPCo og dets væsentligste aktiv — den opnåede koncession — for angiveligt 500.000 USD (svarende til ca. 9 mio. USD i 2020) til Gulf Refining Co., og også overtog alt materiel og flere af de ansatte, bl.a. Karl Østman
Gulf Refining Co. var på det tidspunkt det største efterforskningsselskab indenfor Gulf Oil Corporation, og de havde store planer i Danmark. I eftersommeren 1938 begyndte Gulf Oil's vicedirektør, Guy Stevens, at sætte deres store planer i værk. I november 1938 kom den amerikanske geolog Chester A. Baird til landet for at sætte de seismologiske forundersøgelser i gang og fra februar 1939 ansættedes den tidligere geolog hos Danmark Geologiske Undersøgelser dr.phil S.A. Andersen, og sammen med Karl Østman fik de sat fart på olieeftersøgningen. Flere blev ansat, og eftersøgningen fortsatte længere nordpå, blandt andet ved Viborg, frem til april 1940, hvor Besættelsen satte en stopper for de fortsatte aktiviteter. Gulf Refining Co. havde inden da fået aftalt, at der på grund af Besættelsen var tale om Force Majeure, som derfor ville forskubbe længden af koncessionen.

## Den mulige svindel undersøges
Ingen af de involverede, heriblandt flere geologer, var dog mistroiske dengang, trods flere mistænkelige forhold ved saltfundet i Harte. Blandt andet var fundet sket på boringens næstsidste dag, en fotograf havde været forment adgang den pågældende dag, Ravlin havde blandt andet forladt borepladsen allerede dagen efter for at rejse til USA. Desuden havde han fået det pågældende borehul sprængt, så der ikke igen kunne bores der. Der blev hverken før eller siden fundet salt eller olie ved Harte.
Under Besættelsen gik ingeniør Karl Østman til politiet, og under lovning om straffrihed, fortalte han om, hvordan der var svindlet. Saltstykket var nemlig blevet indkøbt til formålet af Østman selv og bevidst placeret i borekernen af Ravlin, og Ravlins eneret var derfor blevet givet på et falsk grundlag. Østmans motivation var, at Ravlin angiveligt havde snydt ham for sin andel af salget af DAPCo i 1938. På grund af de vanskelige forhold under Besættelsen kom sagen ikke videre.
Straks efter Befrielsen gjorde geologen S.A. Andersen (som var ledende geolog hos DAPCo 1939-40) udenrigsminister Christmas Møller, og via ham også statsminister Vilhelm Buhl, opmærksom på uregelmæssighederne, og pressede på for at sagen skulle komme til offentlighedens kendskab. Hverken Victor Madsen, Hilmar Ødum (som i 1937 havde overtaget direktørposten i Danmark Geologiske Undersøgelser efter Victor Madsen) og Arne Noe-Nygaard, som alle havde været involveret i saltfundet i 1936, og flere andre geologer, bl.a. Keld Milthers, mente dog at Østmans påstand om falskneri var højst usandsynlig. Snart efter begyndte S.A. Andersen dog i en lang række artikler og kronikker at sætte fokus på sagen og kritiserede offentligt både Danmarks Geologiske Undersøgelser, Hilmar Ødum og Karl Østman for deres roller. Ødum kritiseredes blandt andet for at holde hånden over Karl Østman på grund af deres personlige venskab, og trods det, at Karl Østman havde været værnemager under besættelsen.
Politikerne bestemte sig derfor for at undersøge sagen, og den 24. januar 1946 blev der nedsat et udvalg som blandt andet skulle afdække hele forløbet. Dette udvalget kom dog, blandt andre, også til bestå af direktør i Danmark Geologiske Undersøgelser, Hilmar Ødum, hvilket fik S.A. Andersen til stærkt at kritisere ham for hans uheldige dobbeltrolle som direkte involveret i sagen, og at Ødum — såfremt saltfundet blev betegnet som svindel — således også ville skulle underkende sine tidligere udtalelser. Udvalget fastslog dog i deres betænkning i oktober 1948, at Formodningen om, at Saltfundet ved Harte er et Falsum i høj grad var blevet bestyrket.
Gulf Refining Co., som ejede DAPCo og dermed koncessionen, og 1945-1951 under ledelse af dansk-amerikaneren Albert Gregersen, fastholdt, at de i 1938 havde købt koncessionen af Ravlin i god tro. Regeringen lagde derfor i stedet op til en almindelig forhandlingsløsning med amerikanerne. En ny koncession med en smule strammere betingelser blev således forhandlet på plads i 1950.

## Den videre olieeftersøgning
Gulf Refining Co. fortsatte efter befrielsen deres olieeftersøgning ved Viborg og stødte også i 1946 på en saltdiapir ved Vejrumstad nord for Holstebro. Der blev i de følgende år foretaget boringer flere forskellige steder i landet, bl.a. ved Randers og Tønder, men de blev til sidst opgivet i 1957. Bag sig havde Gulf Refining Co. et omfattende seismisk arbejde, 18 dybdeboringer og mange andre boringer.
Koncessionen blev solgt til videre Standard Oil of New Jersey (det senere Esso, nu Exxon Mobil), som frem til 1959 gennemførte yderligere 11 dybdeboringer, inden de også opgav. Efter endnu en skuffende boring i maj 1959 blev koncessionen den 30. juni 1959 afleveret tilbage til Staten. Sammenlagt var der indtil 1959 investeret op mod 90 mio. DKK i oliejagten og der i alt blevet foretaget 31 dybdeboringer i den danske undergrund, og alle uden kommercielle fund.
DAPCo ophørte således i 1959 og efter tre år uden olieefterforskning i Danmark fik A.P. Møller og hans to rederier den 8. juli 1962 tildelt eneretten på olie- og gasudvinding i hele den danske undergrund i 50 år. Eneretten blev den 5. oktober 1963 udvidet til også at gælde hele kontinentalsoklen, og dermed efterforskning i den danske del af Nordsøen.

## Filmklip og radioudsendelser om olieboringerne
- "Olieboring", filmklip uden lyd fra Harteboringen nær Kolding, 1936 (klip: 1:03 min.)
- "Olieboring i hedens undergrund", Danmarks Radios radioreportage fra Tvis i nærheden af Holstebro d. 3. september 1947 (klip: 22:43 min.)
- "Olie i Tønder?", filmklip fra Danmarks Radios ugerevy fra Abild nord for Tønder d. 1. januar 1952 (klip: 0:52 min.)
- "Den store oliejagt", Danmarks Radios radioreportage fra fra Abild nord for Tønder, januar 1952 (klip: 18:49 min.)